# Albert Clinton Horton

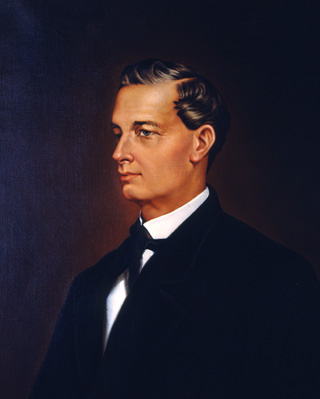

Albert Clinton Horton, född 4 september 1798 i Hancock County, Georgia, död 1 september 1865 i Matagorda County, Texas, var en amerikansk demokratisk politiker. Han var viceguvernör i delstaten Texas 1846–1847.
Horton inledde sin politiska karriär i Alabama och var ledamot av Republiken Texas senat 1836–1838. Han hade en gång utan framgång kandiderat till vicepresident i Republiken Texas då han gick med på att ställa upp i det första viceguvernörsvalet i delstaten Texas. Efter den första resultaträkningen såg det ut som Nicholas Henry Darnell skulle vinna valet men det visade sig att vissa röster från södra Texas saknades. Då alla röster slutligen kom in förklarades Horton till valets vinnare och blev viceguvernör den 1 maj 1846. Han efterträddes 1847 av John Alexander Greer.